# Piera Detassis
Piera Detassis (Trento, 9 dicembre 1953) è una giornalista, saggista e critica cinematografica italiana.

## Biografia
Laureata nel 1973 a Padova in storia e critica del cinema con Gian Piero Brunetta, ha discusso la tesi su Galvano Della Volpe. È stata a lungo assistente presso le cattedre di Storia del Cinema e di Estetica dell'Università di Verona e Padova. Negli anni settanta ha partecipato all'avventura della rivista bolognese Cinema & Cinema e scritto saggi e articoli per le maggiori testate specializzate, da Positif a Alfabeta.
Come giornalista ha debuttato agli inizi degli anni ottanta collaborando alle pagine culturali e spettacolo di L'Arena, L'Unità, il manifesto. Dal 1985 al 1988 ha diretto l'Ufficio Cinema del Comune di Modena, organizzando l'attività di tre sale, vari eventi, rassegne e una scuola di cinema con la direzione di Nanni Moretti.
Autrice di molti saggi e volumi, tra cui Alain Tanner per Il Castoro Cinema, Il cinema di Antonio Pietrangeli (Marsilio), Lamerica (con Gianni Amelio) per Einaudi, ed il libro Caro diario. È stata membro della commissione di selezione della Settimana della Critica di Venezia. Dal gennaio del 1997  al maggio 2019 è stata direttrice di Ciak, mensile di cinema del gruppo Arnoldo Mondadori Editore, con il quale collaborava già da diversi anni. È il critico cinematografico di Panorama.
La sua continua valorizzazione della donna nel cinema e non solo la porta, nell'aprile del 2006, a organizzare assieme a Marco Giovannini il convegno "Femme fatale, feministe fatale" nella cornice del festival veronese Schermi d'amore, in cui si analizza la figura erotico/sentimentale della donna dal cinema in bianco e nero fino ai giorni nostri.
Ha fatto parte della giuria ufficiale del Festival di Venezia nel 2001. Dal 1991 dirige il festival di Tavolara "Una notte in Italia". Nel 2007 ha curato la retrospettiva "Italian Leading Ladies", che, accompagnata da un volume in inglese e italiano, ha debuttato a New York e al Festival di Locarno, rendendo omaggio alle dive del cinema italiano. Sempre nel 2007 dirige la sezione "Première" della seconda edizione del Festival Internazionale del Film di Roma e cura il coordinamento artistico delle successive edizioni.
Ha interpretato se stessa in un progetto studentesco del DAMS di Gorizia intitolato The Bet, successivamente distribuito come mini serie web a partire dal dicembre del 2016.
Nel febbraio 2015 viene nominata presidente della Fondazione Cinema per Roma.
Nel giugno 2015 le viene assegnato Il Premiolino, il più antico premio giornalistico italiano. A dicembre 2017 viene eletta Presidente e Direttore Artistico dell'Accademia del Cinema Italiano.
Il 3 maggio 2018 si è dimessa da presidente della Fondazione Cinema per Roma. Le succede Laura Delli Colli, già vicepresidente.
Il 2 maggio 2019 si dimette da direttore di Ciak. Dal 7 maggio entra a collaborare con l'editore Hearst e la rivista Elle Italia.
Il 28 luglio 2021 è stata premiata al Premio Sergio Amidei di Gorizia che le ha conferito il Premio alla cultura cinematografica.

## Pubblicazioni
- 1981 - Sequenza segreta: le donne e il cinema con Giovanna Grignaffini, Feltrinelli
- 1986 - Alain Tanner, Il castoro cinema
- 1986 - Il cinema di Carmelo Bene con Emanuela Martini, Comune di Modena
- 1987 - Bellissimi con Mario Sesti e Pierluigi Ronchetti, Il Lavoro Editoriale (ISBN 88-7663-197-6)
- 1987 - Il cinema di Antonio Pietrangeli con Tullio Masoni e Paolo Vecchi, Marsilio (ISBN 88-317-4972-2)
- 1988 - Cinema Beur: generazione zero: il cinema dell'emigrazione araba in Francia con Fabrizio Grosoli, Riminicinema
- 1994 - Lamerica: film e storia del film con Gianni Amelio, Einaudi (ISBN 88-06-13624-0)
- 2002 - Caro diario, Centro Studi Lipari (ISBN 88-900873-0-7)
- 2003 - Daniele Vicari, Falsopiano (ISBN 88-87011-55-9)
- 2007 - Signore & Signore, Cinecittà Holding
- 2015 - Antonio Pietrangeli. Il regista che amava le donne, Piera Detassis, Emiliano Morreale, Mario Sesti (a cura di), Centro Sperimentale di Cinematografia - Edizioni Sabinae
- 2025 - David di Donatello. I segreti di otto anni di premi, in dialogo con Alberto Crespi, Roma, Edizioni Sabinae. (In occasione dei 70 anni del Premio David di Donatello).

## Filmografia

### Attrice

#### Televisione
- Vivi e lascia vivere (2020) - Stagione 1 puntata 5 L'amore
- Call My Agent - Italia (2023) - episodio Pierfrancesco e Anna